# Eifelium
| ❮ | System    | Serie       | Stufe      | ≈ Alter (mya) |
| - | --------- | ----------- | ---------- | ------------- |
| ❮ | später    | später      | später     | jünger        |
| ❮ | D e v o n | Oberdevon   | Famennium  | 358,9 ⬍ 372,2 |
| ❮ | D e v o n | Oberdevon   | Frasnium   | 372,2 ⬍ 382,7 |
| ❮ | D e v o n | Mitteldevon | Givetium   | 382,7 ⬍ 387,7 |
| ❮ | D e v o n | Mitteldevon | Eifelium   | 387,7 ⬍ 393,3 |
| ❮ | D e v o n | Unterdevon  | Emsium     | 393,3 ⬍ 407,6 |
| ❮ | D e v o n | Unterdevon  | Pragium    | 407,6 ⬍ 410,8 |
| ❮ | D e v o n | Unterdevon  | Lochkovium | 410,8 ⬍ 419,2 |
| ❮ | früher    | früher      | früher     | älter         |

Das Eifelium ist in der Erdgeschichte eine chronostratigraphische Stufe des Devons. Es bildet die unterste Stufe des Mitteldevons. Das Eifelium repräsentiert geochronologisch ein vor etwa 393,3 Millionen Jahren beginnendes und bis 387,7 Millionen Jahre dauerndes Zeitintervall. Es wird vom Emsium unter- und vom Givetium überlagert.

## Namensgebung und Geschichte
Die Stufe ist benannt nach der Eifel, einem linksrheinischen Teil des Rheinischen Schiefergebirges. Das Eifelium als stratigraphische Einheit geht direkt auf den von Heinrich Ernst Beyrich 1837 zwischen der „Rheinischen Grauwacke“ und dem „Stringocephalen-Kalk“ ausgegliederten „Eifeler Kalkstein“ zurück. Der Begriff „Eifel-Stufe“ konkurrierte lange Zeit mit dem ardennischen Couvinien (Couvin-Stufe) als Name und inhaltliche Definition des unteren Teils eines zweigeteilten Mitteldevons. Während der zweiten Düsseldorfer „Internationalen Richtschnitt-Konferenz“ im Mai 1937 wurde die Anlage eines Richtschnitt genannten Schurfs im Umfeld des jetzigen Stratotyps beschlossen, um weitere litho- und biostratigraphische Daten zur Grenze Unter-/Mitteldevon zu sammeln:S. 360. Die internationale „Subkommission für Devonstratigraphie“ empfahl 1982 die Übernahme der inzwischen mit dem Auftreten des Conodonten Polygnathus patulus partitus parallelisierten Untergrenze der Eifel-Stufe als Beginn des Mitteldevons. Damit hatte sich die ursprüngliche Grenzziehung im Sinne von Ernst Beyrich gegenüber der etwas tiefer liegenden, durch das Einsetzen der markanten orbignyanus-cultrijugatus-alatiformis-Faunengesellschaft ausgezeichneten Couvin-Stufe durchgesetzt.:S. 405–406 Während des Geologen-Kongresses 1984 in Moskau wurde diese Grenzziehung durch die endgültige Wahl des jetzigen Stratotyps per Beschluss der Internationalen Union der Geowissenschaften (IUGS) ratifiziert.

## Definition und GSSP
Der GSSP (globaler Eichpunkt und Stratotypus) der Eifelium-Basis ist der Wetteldorfer Richtschnitt, der sich ca. 650 m südöstlich der Ortsmitte von Schönecken-Wetteldorf in der Prümer Kalkmulde (Eifel) befindet. Der Grenzpunkt liegt 21,25 Meter oberhalb der Profilbasis im oberen Teil der Heisdorf-Formation:S. 105, knapp zwei Meter unterhalb der Basis der Lauch-Formation.:S. 160 Die Eifelium-Basis ist dort, weltweit verbindlich, markiert durch das erstmalige Auftreten (englisch first appearance date, FAD) des Conodonten Polygnathus costatus partitus (sogenannte partitus boundary). Knapp oberhalb folgt das FAD des Conodonten Icriodus corniger retrodepressus. Als „Parastratotypus“ für die Eifelium-Basis bzw. die partitus boundary gilt der Prastav-Steinbruch im südlichen Prager Vorort Holyně in Tschechien. Die Grenze liegt dort im oberen Teil des Třebotov-Kalksteins, 2,8 Meter unterhalb des Basis des Choteč-Kalksteins.:S. 106
Das Ende der Stufe oder vielmehr die Basis des Givetiums wird durch das FAD des Conodonten Polygnathus hemiansatus angezeigt.

## Untergliederung
Das Eifelium wird in fünf Conodonten-Biozonen untergliedert:
- Polygnatus xylus ensensis-Zone
- Tortodus kockelianus-Zone
- Tortodus australis-Zone
- Polygnathus costatus costatus-Zone
- Polygnathus costatus partitus-Zone